# 1920 en Australie
Chronologie de l'Australie
- 1916
- 1917
- 1918
- 1919
- 1920
- 1921
- 1922
- 1923
- 1924

Cette page concerne les évènements survenus en 1920 en Australie  :

## Évènement
- Honneurs de l'anniversaire de 1920 (en), aux citoyens de l'empire britannique.
- 27 novembre : Naufrage du Comboyne (en)
- décembre : Émeutes raciales de Broome (en)

## Arts et littérature
- Sortie du roman A Game of Chance (en) d'Arthur Wright (en).
- Hans Heysen remporte le prix Wynne avec The Toilers.

## Sport
- Participation de l'Australie aux Jeux olympiques d'Anvers.
- 15-20 mars : Championnat de tennis d'Australasie

## Naissance
- Virgil Brennan (en), aviateur.
- Reg Gillard (en), personnalité politique.
- Leo McKern, acteur.
- Michael Pate, acteur, producteur, réalisateur et scénariste.
- Frank Scully (en), personnalité politique.

## Décès
- Edmund Barton, premier ministre.
- Robert Etheridge (en), paléontologue.
- Louisa Lawson, poétesse, écrivaine et suffragette.
- Henry Strangways (en), personnalité politique.
- Claude Tozer (en), médecin et joueur de cricket.